# 津田眞弓
津田 眞弓（つだ まゆみ、1965年 - ）は、日本の国文学者。専門は日本古典文学。慶應義塾大学経済学部教授。日本近世文学会代表委員。全国大学国語国文学会賞等受賞。

## 人物・経歴
東京都生まれ。1987年日本女子大学文学部国文学科卒業。在学中、祖母の乾物屋でアルバイトをしながら、映画会社の演劇養成所に通った。1995年日本女子大学大学院文学研究科日本文学専攻博士課程前期修了。2000年中島斌雄賞受賞。2001年日本女子大学大学院文学研究科日本文学専攻博士課程後期修了、博士（文学）（課程博士第1号）。2006年全国大学国語国文学会賞受賞。2008年慶應義塾大学経済学部准教授。2009年同教授。2012年青木生子賞受賞。2018年日本近世文学会代表委員。専門は近世文学を中心とした日本古典文学。

## 著作
- 『山東京山年譜稿』（ぺりかん社） 2004年
- 『山東京山 : 江戸絵本の匠』（新典社） 2005年

### 監修
- 『「特集」草双紙 : 発生から終焉まで』（高木元と共同監修、ぺりかん社） 2006年